# Lijst van oorlogsmonumenten in Albrandswaard
De Nederlandse gemeente Albrandswaard heeft 3 oorlogsmonumenten. Hieronder een overzicht.
| Nr.  | Object          | Herdachte groep                                                                      | Ontwerper | Onthulling | Type        | Locatie               | Plaats     | Coördinaten                   | Foto            |
| ---- | --------------- | ------------------------------------------------------------------------------------ | --------- | ---------- | ----------- | --------------------- | ---------- | ----------------------------- | --------------- |
| 1860 | Indië-monument  | militairen in dienst van het Ned. Kon. 1940-1945, burgers voormalig Nederlands-Indië |           | 2 mei 1997 | overig      | Kerkstraat            | Poortugaal | 51° 51' 35" NB, 4° 23' 21" OL | Indië-monument  |
| 1864 | Oorlogsmonument | militairen in dienst van het Ned. Kon. na 1945, burgerslachtoffers                   |           |            | overig      | Dorpsdijk 65, 3161 KD | Rhoon      | 51° 51' 37" NB, 4° 25' 3" OL  | Oorlogsmonument |
| 3020 | Indië-monument  | burgers voormalig Nederlands-Indië, militairen in dienst van het Ned. Kon. na 1945   |           | 2 mei 1997 | gedenksteen | Dorpsdijk             | Rhoon      | 51° 51' 26" NB, 4° 25' 6" OL  | Indië-monument  |

Alblasserdam ·
Albrandswaard ·
Alphen aan den Rijn ·
Barendrecht ·
Bodegraven-Reeuwijk ·
Capelle aan den IJssel ·
Delft ·
Den Haag ·
Dordrecht ·
Goeree-Overflakkee ·
Gorinchem ·
Gouda ·
Hardinxveld-Giessendam ·
Hendrik-Ido-Ambacht ·
Hillegom ·
Hoeksche Waard ·
Kaag en Braassem ·
Katwijk ·
Krimpen aan den IJssel ·
Krimpenerwaard ·
Lansingerland ·
Leiden ·
Leiderdorp ·
Leidschendam-Voorburg ·
Lisse ·
Maassluis ·
Midden-Delfland ·
Molenlanden ·
Nieuwkoop ·
Nissewaard ·
Noordwijk ·
Oegstgeest ·
Papendrecht ·
Pijnacker-Nootdorp ·
Ridderkerk ·
Rijswijk ·
Rotterdam ·
Schiedam ·
Sliedrecht ·
Teylingen ·
Vlaardingen ·
Voorne aan Zee ·
Voorschoten ·
Waddinxveen ·
Wassenaar ·
Westland ·
Zoetermeer ·
Zoeterwoude ·
Zuidplas ·
Zwijndrecht